# Anna Timofeyeva
Anna Timofeyeva (usbekisch Анна Тимофеева; * 3. November 1986) ist eine usbekische Sommerbiathletin in der Stilrichtung Crosslauf.
Anna Timofeyeva trat seit 2005 bei Junioren-Weltmeisterschaften im Sommerbiathlon an. In Muonio wurde Rang 21 in der Verfolgung bestes Ergebnis. Etwas besser verlief die Junioren-WM im folgenden Jahr in Ufa. Im Sprint wurde sie 20., in der Verfolgung 16. und in der Mixed-Staffel, zu der auch Anusar Junusow, Ruslan Nasirov und Zarema Mamedowa gehörten, Rang fünf. 2008 lief Timofeyeva ihre erste Saison im Seniorenbereich. Bei der Weltmeisterschaft in Haute-Maurienne belegte sie in Sprint und Verfolgung elfte Plätze. Erfolge brachten die Offenen asiatischen Sommerbiathlon-Meisterschaften 2008 in Tscholpon-Ata. Hinter Jelena Chrustaljowa und Anna Lebedewa gewann sie im Sprint die Bronzemedaille. In der Verfolgung wurde die Usbekin Fünfte, im Einzel Vierte.
2010 wurde Timofeyeva positiv auf Dopingsubstanzen getestet.

## Belege
1. ↑  Russischer Verband für Verletzung der Anti-Doping-Regeln bestraft

| Personendaten    | Personendaten                                             |
| ---------------- | --------------------------------------------------------- |
| NAME             | Timofeyeva, Anna                                          |
| ALTERNATIVNAMEN  | Timofeeva, Anna; Timofejewa, Anna; Тимофеева, Анна        |
| KURZBESCHREIBUNG | usbekische Sommerbiathletin in der Stilrichtung Crosslauf |
| GEBURTSDATUM     | 3. November 1986                                          |